# Fizjologia komórek
Fizjologia komórek, cytofizjologia, nauka zajmująca się procesami fizjologicznym zachodzącymi na poziomie komórki.
Fizjologia komórek mięśniowych i nerwowych: pobudliwość i przewodnictwo synaptyczne. 